# Kassmyrasjön
Kassmyrasjön är en liten sjö i Tumba i Botkyrka kommun, belägen i området Kassmyra.
Sjön omges av bebyggelse, främst villor och radhus, samt en liten del skog. Den tar emot vatten från dagvattenavrinning och från Skäcklingebäcken, och avvattnas genom en tunnel till Tumbaån.
Sjön och området har fått sitt namn efter det före detta torpet Kastmyra, som hörde till Hågelby gård och uppfördes vid sjöns södra sida på 1700-talet.

## Natur
Vid en växtinventering 1998 påträffades följande arter: sjöfräken, klibbal, grenrör, missne, sprängört, älggräs, vattenmåra, svärdslilja, strandklo, videört, gul och vit näckros, vass, gäddnate, skogssäv, besksöta, stor andmat, smalkaveldun och bredkaveldun, samt små bestånd av svalting, kärrbräsma och fackelblomster. Även röd näckros har påträffats i sjön; denna är förmodligen inplanterad.